# Відсік (судно)

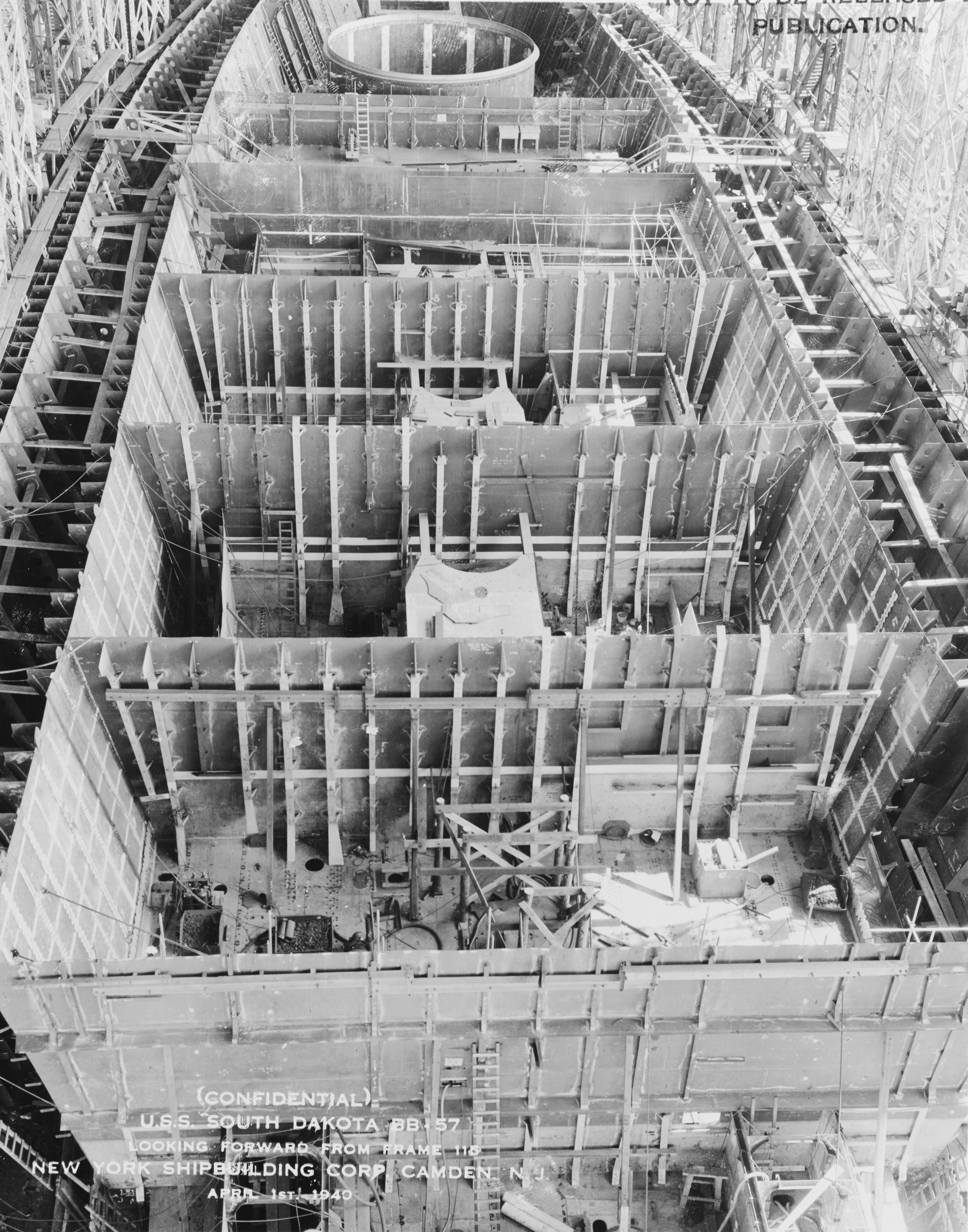
Відсіки судна під час його спорудження

Судновий відсік  — простір у корпусі судна, обмежений по довжині суцільними поперечними перегородками (перебірками), по ширині — бортами або суцільними поздовжніми перегородками. У суднобудуванні широко застосовуються водонепроникні відсіки, обладнані спеціальними водонепроникними дверима, які забезпечують обмеження затоплення в разі пошкодження корпусу, у результаті чого судно зберігатиме плавучість.
Деякі відсіки мають окремі назви: крайній носовий відсік називається форпік, крайній кормовий — ахтерпік. Вузькі відсіки, що відокремлюють цистерни від інших приміщень, називають кофердамами.
У V-му столітті китайці почали будувати кораблі, які мали відсіки в корпусі, й при пошкодженні не тонули. Кораблебудування Європи почало використовувати водонепроникний відсік  тільки на початку XIX століття.У сучасному військовому суднобудуванні конструкція дозволяє збереження плавучості корабля при затопленні будь-яких трьох відсіків, або навіть чотирьох-п'ятьох сусідніх. При крені судна під час затоплення суднові відсіки можна об'єднати для контрзатоплення, завдяки чому воно довше залишатиметься на плаву.